# Willems Verandas (wielerploeg)/2010
Deze pagina geeft een overzicht van de Willems Verandas wielerploeg in 2010. Het team kwam uit op het continentale niveau.

## Algemeen
Sponsor: Verandas Willems
Algemeen manager: Lucien Van Impe
Ploegleiders: Jean-Marc Rossignon, Gino Verhasselt, Thierry Marichal en Jean-François Bourlart
Fietsmerk: Granville

## Renners
| Naam                    | Geboortedatum | Nationaliteit | Ploeg 2009                   |
| ----------------------- | ------------- | ------------- | ---------------------------- |
| Dieter Capelle          | 24-09-1983    | België        | Palmans-Cras                 |
| Andy Cappelle           | 30-04-1979    | België        | Palmans-Cras                 |
| Cédric Collaers         | 26-01-1987    | België        |                              |
| Sjef De Wilde           | 03-05-1981    | België        | Palmans-Cras                 |
| Thomas Degand           | 13-05-1986    | België        |                              |
| Grégory Habeaux         | 20-10-1982    | België        |                              |
| Julien Paquet           | 09-08-1990    | België        |                              |
| Fabio Polazzi           | 04-05-1985    | België        | Lotto-Bodysol                |
| Sven Renders            | 12-08-1981    | België        | Topsport Vlaanderen-Mercator |
| Robin Stenuit           | 16-06-1990    | België        |                              |
| Hendrik Van Den Bossche | 13-04-1990    | België        | Neo                          |
| Sven Van den Houte      | 05-11-1984    | België        |                              |
| Stefan van Dijk         | 22-01-1976    | Nederland     |                              |
| Kevin Van Melsen        | 01-04-1987    | België        |                              |
| Jonas Van Genechten     | 16-09-1986    | België        |                              |
| James Vanlandschoot     | 26-08-1978    | België        |                              |

## Belangrijke overwinningen
| Arno Wallaard Memorial Stefan van Dijk Omloop der Kempen Stefan van Dijk Rhône-Alpes Isère Tour 3e etappe: Andy Cappelle Ardense Pijl Thomas Degand Ronde van het Waalse Gewest 2e etappe: Stefan van Dijk Polynormande Andy Capelle Belgisch kampioenschap tijdrijden Elite zonder contract: Thomas Degand GP Stad Zottegem Stefan van Dijk Omloop van het Houtland Stefan van Dijk |

2008 · 2009 · 2010 · 2011 · 2012 · 2013 · 2014 · 2015 · 2016 · 2017 · 2018 · 2019 · 2020 · 2021 · 2022 · 2023 · 2024 · 2025